# Seeg
Seeg település Németországban, azon belül Bajorországban. Lakosainak száma 3103 fő (2023. december 31.).

## Népesség
A település népessége az elmúlt években az alábbi módon változott:
| Lakosok száma | 1158 | 2037 | 2202 | 2276 | 2793 | 2881 | 2946 | 2945 | 2963 | 3103 |
|               | 1875 | 1950 | 1975 | 1987 | 2012 | 2014 | 2016 | 2017 | 2021 | 2023 |